# Beecker Straße 99 (Mönchengladbach)

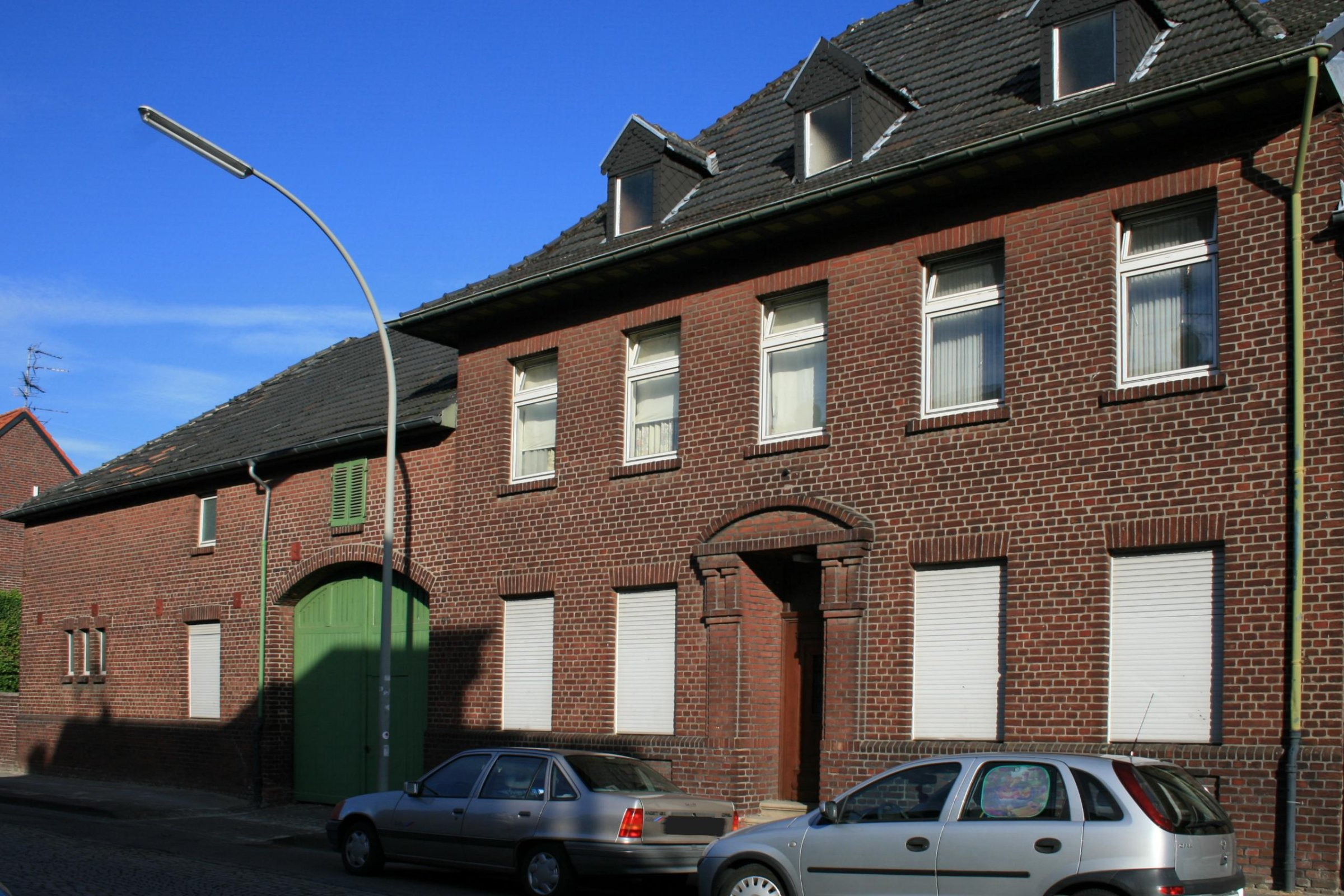
Hofanlage (2011)

Die Hofanlage Beecker Straße 99 steht im Stadtteil Rheindahlen in Mönchengladbach (Nordrhein-Westfalen).
Der Gutshof wurde Ende des 19. Jahrhunderts erbaut. Er ist unter Nr. B 144 am 16. August 1994 in die Denkmalliste der Stadt Mönchengladbach eingetragen worden.

## Architektur
Es handelt sich um eine allseitig geschlossene Hofanlage in Backsteinbauweise; noch in der ursprünglichen Aufteilung und Anordnung von Wohnhaus und Wirtschaftsgebäuden in Rheindahlen.
Straßenseitig das zweigeschossige Wohnhaus von fünf Achsen mit weit vorkragendem Traufgesims unter einem steil geneigten Walmdach. Axial-symmetrische Gliederung mit mittelaxialer Erschließung bei gleichmäßiger Fensterreihung. Alle Fenster gleichförmig hochrechteckig mit scheitrechtem Sturz abschließend; die Sohlbänke als Rollschicht ausgebildet. In der Dachfläche drei spitzgiebelige Gauben. Die schlicht formulierte Backsteinornamentik beschränkt sich auf eine übergiebelte Türrahmung und vereinfachte Brüstungskassetten.
Die Rückseite des Hauses ist analog axial-symmetrisch, jedoch nur dreiachsig gestaltet. Die vier Fenster der Wohnräume sind als gleichförmige Stichbogenfenster ausgebildet; die Eingangstür und das darüberliegende Treppenhausfenster bei gleicher Form schmaler proportioniert. Links an das Wohnhaus anschließend die segmentbogig überspannte Tordurchfahrt mit nachfolgendem Kuhstall und darüberliegender Tenne. Das langgestreckte Gebäude wird an der schmaleren Straßenfront durch differenziert gegliederte und gestaltete Fenster belichtet.
Zur Hofseite öffnen neben einem zweiteiligen Schiebetor eine über eine äußere Stahlleiter zugängliche Speichertür mit zwei flankierenden Ladeluken und zwei segmentbogig abschließende Rechteckfenster (Erdgeschoss) die Wandfläche. An der nordöstlichen Seitenfront ist die Dachfläche weit abgeschleppt und einseitig zur Straße hin durch Massivvermauerung geschlossen.
Im rechts verbleibenden Gebäudeabschnitt zwei hochrechteckige Stichbogenfenster (Erdgeschoss) und eine mit Schlagläden versehene Ladeöffnung (Tenne). Der Innenraum des Stalles zeigt eine Kappendecke mit einer Träger-/Gussstützenkonstruktion; der Boden ist mit einer Ziegelflachschicht belegt.
Im Süden des Hofgevierts, dem Wohnhaus gegenüber, schließt winkelförmig das Scheunengebäude an. Zur Hofseite hin erschlossen durch zwei korbbogig überdeckte Toröffnungen, zur rückwärtigen Feldseite durch kleiner dimensionierte Türen und Tore. Im Gebäudeinneren sichtbar der hölzerne Dachstuhl in einer Kombination von Binder-, Pfetten- und Sparrenkonstruktion. In den Fußboden eingelassen eine als „Kartoffellager“ geplante Vertiefung. Alle Bauteile schließen hofseitig mit weit vorkragenden, konsolgestützten Satteldächern, bzw. Walmdach (Wohnhaus) ab.
Die das Grundstück zur Straße hin abgrenzende Backsteinmauer mit einem pfeilergerahmten Wirtschaftstor ist wie die hofseitige, das Hofgeviert nach Westen abschließende Mauer originaler Bestand und wie diese in die denkmalwerte Substanz einzubeziehen. Eine Unterschutzstellung der Hofanlage erfolgt aus architektonischen und siedlungsgeschichtlichen Gründen.